# جبار رشك
جبار رشك (1 يوليو 1942 - 9 أكتوبر 2015)، هو مدافع كرة قدم عراقي سابق لعب لمنتخب العراق عام 1966. ولعب في كأس الأمم العربية 1966.
وفي 9 أكتوبر 2015، توفي عن عمر ناهز 73 عامًا.